# Красный (Петриковский район)
Красный (бел. Чырвоны) — посёлок в Лучицком сельсовете Петриковского района Гомельской области Беларуси.

## География

### Расположение
В 60 км на северо-восток от Петрикова, 37 км от железнодорожной станции Птичь (на линии Лунинец — Калинковичи), 199 км от Гомеля.

## Транспортная сеть
Транспортные связи по просёлочной, затем автомобильной дороге Новосёлки — Копаткевичи. Планировка состоит из короткой улицы близкой к широтной ориентации. Жилые дома деревянные, усадебного типа.

## История
Основан в начале 1920-х годов переселенцами из соседних деревень на бывших помещичьих землях. В 1931 году организован колхоз. Согласно переписи 1959 года в составе колхоза «Путь к коммунизму» (центр — деревня Лучицы).

## Население

### Численность
- 2004 год — 6 хозяйств, 9 жителей.

### Динамика
- 1959 год — 85 жителей (согласно переписи).
- 2004 год — 6 хозяйств, 9 жителей.